# Hôtel de l'Amirauté
L'hôtel de l'Amirauté est un édifice situé à Dieppe, en France.

## Localisation
L'édifice est situé dans le département français de la Seine-Maritime, sur la commune de Dieppe, au 210-214 Grande-Rue ou 210-214 place du Puits-Salé.

## Historique
L'édifice est construit dans la première moitié du XVIIIe siècle ou à la fin du XVIIe siècle-début XVIIIe siècle.
L'édifice abrite la résidence de l'amirauté jusqu'à la Révolution française et est le « siège judiciaire pour les affaires de marine » même si l'édifice appartient à un notable local.
Le bâtiment est appelé « Hôtel de la Paix » de 1867 à 1927.
Les façades et les toitures sur rue et sur cour sont inscrits au titre des monuments historiques le 10 juin 1991.

## Description
L'édifice est en brique et pierre et sa façade possède un  « bel ordonnancement architectural ».